# کیت گیل
کیت گیل (انگلیسی: Kate Gill؛ زادهٔ ۱۰ دسامبر ۱۹۸۴) بازیکن فوتبال اهل سوئد است.
از باشگاه‌هایی که در آن بازی کرده‌است می‌توان به باشگاه فوتبال روزنگرد و باشگاه فوتبال لینشوپینگ اشاره کرد.
وی همچنین در تیم‌های ملی فوتبال Australia women's national under-20 soccer team و زنان استرالیا بازی کرده‌است.